# Mümling-Grumbach
Mümling-Grumbach ist ein Ortsteil von Höchst im Odenwald im südhessischen Odenwaldkreis.

## Geographie
Mümling-Grumbach liegt südlich der Kerngemeinde Höchst im Mümlingtal, ca. 13 km nördlich von Erbach. Das geschlossenes Dorf mit regellosem Grundriss befindet sich im Buntsandsteingebiet des Odenwaldes bei doppelseitiger Tallage. Der Ortsteil Mümling-Grumbach besteht aus der 566,8 Hektar umfassenden Gemarkung Mümling-Grumbach. In der Gemarkung liegt der Wohnplatz Lutzmühle.
An den Ortsteil Mümling-Grumbach grenzen, vom Norden beginnend, im Uhrzeigersinn an die Orte Kerngemeinde Höchst, Rimhorn, Fürstengrund, Etzen-Gesäß, Nieder-Kinzig, Ober-Kinzig und Forstel. Östlich der Ortsmitte Mümling-Grumbachs verläuft die Bundesstraße 45 von wo die Kreisstraße 85 in den Ort führt.

## Geschichte

### Ortsgeschichte
Die frühest erhaltene Erwähnung des Ortsnamens Crumbach findet sich in einer Urkunde vom 29. September 1305: Otto von Crumbach und seine Söhne Heinrich und Arreus und ihre Erben verkauften ihre Vogtei im Dorf Höchst und den dazugehörenden Dörfchen mit allen Gütern und Rechten. Ob es sich bei dem in der Urkunde genannten Crumbach um das Dorf Mümling-Grumbach handelt, ist umstritten. Für Mümling-Grumbach als Sitz der Herrn von Crumbach spricht jedoch eine Urkunde aus dem Jahre 1314. Damals war Otto von Crumbach gestorben. Seine Söhne Heinrich und Arreus verkauften am 5. Januar 1314 ihrer Vogtei in Hoeste mit allen dazugehörigen Dörfchen an das Kloster Höchst für 250 Pfund Heller. Bestätigt wird der Verkauf in einer Urkunde vom 11. März 1314. Darin sind alle zur Vogtei des Otto von Crumbach gehörenden Orte aufgezählt. Es sind Höchst, Crumbach, Ober-Höchst, Dusenbach, Pfirschbach, Annelsbach und Hummetroth. Die Vogtei bildete demnach einen geschlossenen Bezirk um Höchst. Aus dieser in sich geschlossenen Vogtei Mümling-Grumbach als Sitz des Otto von Crumbach ausklammern zu wollen und es durch das im Gersprenztal liegende Fränkisch-Crumbach zu ersetzen, würde dem Sinn der Urkunde widersprechen. Mümling-Grumbach war sicher der Mittelpunkt der nach ihm genannten Vogtei des Heinrich von Crumbach.
Der Ort gehörte zur Herrschaft Breuberg und gelangte mit ihr 1806 an das Großherzogtum Hessen. Nach Auflösung der alten Amtsstruktur 1822 fiel der Ort in den Zuständigkeitsbereich des Landgerichts Höchst, nach der Reichsjustizreform von 1877 ab 1879 in den des Amtsgerichts Höchst im Odenwald.
Gebietsreform in Hessen 1970–1977
zum 31. Dezember 1971 wurde die bis dahin selbständige Gemeinde Mümling-Grumbach im Zuge der Gebietsreform in Hessen auf freiwilliger Basis in die Gemeinde Höchst im Odenwald eingemeindet. Für Mümling-Grumbach sowie für die übrigen im Zuge der Gebietsreform eingegliederten Gemeinden von Höchst i. Odw. wurden Ortsbezirkegebildet.

## Bevölkerung

### Einwohnerstruktur 2011
Nach den Erhebungen des Zensus 2011 lebten am Stichtag, dem 9. Mai 2011 in Mümling-Grumbach 1281 Einwohner. Darunter waren 111 (8,7 %) Ausländer. Nach dem Lebensalter waren 216 Einwohner unter 18 Jahren, 483 waren zwischen 18 und 49, 312 zwischen 50 und 64 und 267 Einwohner waren älter. Die Einwohner lebten in 498 Haushalten. Davon waren 123 Singlehaushalte, 138 Paare ohne Kinder und 183 Paare mit Kindern, sowie 45 Alleinerziehende und 9 Wohngemeinschaften. In 105 Haushalten lebten ausschließlich Senioren und in 312 Haushaltungen leben keine Senioren.

### Einwohnerentwicklung
- 1730: 23 wehrfähige Männer und ein Beisasse[3]
- 1961: 853 evangelische (= 82,18 %), 147 katholische (= 14,16 %) Einwohner[3]

| Mümling-Grumbach: Einwohnerzahlen von 1829 bis 2015 | Mümling-Grumbach: Einwohnerzahlen von 1829 bis 2015 | Mümling-Grumbach: Einwohnerzahlen von 1829 bis 2015 | Mümling-Grumbach: Einwohnerzahlen von 1829 bis 2015 | Mümling-Grumbach: Einwohnerzahlen von 1829 bis 2015 |
| --- | --------------------------------------------------- | --------------------------------------------------- | --------------------------------------------------- | --------------------------------------------------- |
| Jahr |                                                     |                                                     |                                                     | Einwohner                                           |
| 1829 | 1829                                                |                                                     | 473                                                 | 473                                                 |
| 1834 | 1834                                                |                                                     | 477                                                 | 477                                                 |
| 1840 | 1840                                                |                                                     | 580                                                 | 580                                                 |
| 1846 | 1846                                                |                                                     | 584                                                 | 584                                                 |
| 1852 | 1852                                                |                                                     | 548                                                 | 548                                                 |
| 1858 | 1858                                                |                                                     | 547                                                 | 547                                                 |
| 1864 | 1864                                                |                                                     | 565                                                 | 565                                                 |
| 1871 | 1871                                                |                                                     | 612                                                 | 612                                                 |
| 1875 | 1875                                                |                                                     | 659                                                 | 659                                                 |
| 1885 | 1885                                                |                                                     | 651                                                 | 651                                                 |
| 1895 | 1895                                                |                                                     | 684                                                 | 684                                                 |
| 1905 | 1905                                                |                                                     | 690                                                 | 690                                                 |
| 1910 | 1910                                                |                                                     | 684                                                 | 684                                                 |
| 1925 | 1925                                                |                                                     | 741                                                 | 741                                                 |
| 1939 | 1939                                                |                                                     | 756                                                 | 756                                                 |
| 1946 | 1946                                                |                                                     | 1.091                                               | 1.091                                               |
| 1950 | 1950                                                |                                                     | 1.117                                               | 1.117                                               |
| 1956 | 1956                                                |                                                     | 1.066                                               | 1.066                                               |
| 1961 | 1961                                                |                                                     | 1.038                                               | 1.038                                               |
| 1967 | 1967                                                |                                                     | 1.120                                               | 1.120                                               |
| 1970 | 1970                                                |                                                     | 1.148                                               | 1.148                                               |
| 1980 | 1980                                                |                                                     | ?                                                   | ?                                                   |
| 1990 | 1990                                                |                                                     | ?                                                   | ?                                                   |
| 2000 | 2000                                                |                                                     | ?                                                   | ?                                                   |
| 2005 | 2005                                                |                                                     | 1.336                                               | 1.336                                               |
| 2010 | 2010                                                |                                                     | 1.295                                               | 1.295                                               |
| 2011 | 2011                                                |                                                     | 1.281                                               | 1.281                                               |
| 2015 | 2015                                                |                                                     | 1.257                                               | 1.257                                               |
| Datenquelle: Historisches Gemeindeverzeichnis für Hessen: Die Bevölkerung der Gemeinden 1834 bis 1967. Wiesbaden: Hessisches Statistisches Landesamt, 1968. Weitere Quellen: LAGIS; Gemeinde Höchst im Owd.: 2005–2015 |                                                     |                                                     |                                                     |                                                     |

## Politik

### Ortsbeirat
Für Mümling-Grumbach besteht ein Ortsbezirk (Gebiete der ehemaligen Gemeinde Mümling-Grumbach) mit Ortsbeirat und Ortsvorsteher nach der Hessischen Gemeindeordnung. Der Ortsbeirat besteht aus fünf Mitgliedern. Bei den Kommunalwahlen in Hessen 2021 betrug die Wahlbeteiligung zum Ortsbeirat 49,85 %. Dabei wurden gewählt: drei Mitglieder der SPD und je ein Mitglied der CDU und der Liste „Kommunalpolitischer Arbeitskreis Höchst i. Odw.“ (KAH). Der Ortsbeirat wählte Jürgen Gebhardt (SPD) zum Ortsvorsteher.

### Wappen und Flagge
Wappen

Blasonierung: Schild von Silber und Blau geteilt, rechts zwei rote Balken, in dem verbreiterten linken Feld eine steigende goldene Hindin mit einem darübergelegten und nach unten weisenden silbernen Pfeil.
Das Wappen wurde der Gemeinde Mümling-Grumbach am 23. Dezember 1968 vom Hessischen Innenministerium genehmigt. Gestaltet wurde es durch den Bad Nauheimer Heraldiker Heinz Ritt.
Hindin und Pfeil sind ein Symbol für St. Aegidius, dem Schutzpatron der Bergkirche. Die zwei Roten Balken auf silber sind das Wappen der Herrschaft Breuberg, zu der der Ort einst gehörte.
Flagge
Die Flagge wurde der Gemeinde gemeinsam mit dem Wappen am 23. Dezember 1968 durch das Hessische Innenministerium genehmigt und wird wie folgt beschrieben:
„Auf dem von Rot und Gelb im oberen Drittel geständerten Flaggentuch im Kreuzpunkt aufgelegt das Gemeindewappen.“

## Kultur und Sehenswürdigkeiten

### Bergkirche
Dieses Gotteshaus wurde im 14. Jahrhundert erbaut; dafür sind die beiden Wappen der Duborner und Weinsberger am gotischen Eingangsportal steinerne Zeugen. Der Turm ist mit Sicherheit weit über 100 Jahre älter – ein mächtiger quadratischer Wehrturm. Der Turmhelm stammt aus dem 19. Jahrhundert. Im Inneren der Kirche ist ein Matronenrelief vermauert. Es befand sich ursprünglich in der Friedhofsmauer und wurde möglicherweise von einer römischen Siedlungsstelle im Mümlingtal hierher verschleppt. Ein Abguss ist an der nahe gelegenen Römischen Villa Haselburg zu sehen.

### Sport
Der größte Verein war der KSV Mümling-Grumbach mit seinen Sparten Fußball, Tischtennis und Gesang. Im Jahr 2003 wurden die einzelnen Abteilungen ausgegliedert in drei eigenständige Vereine.
Mit über 400 Mitgliedern zählt auch der Turnverein 1894 Mümling-Grumbach e. V. zu einem der größten Vereine. Über 100 Kinder und Jugendliche gehören dazu. In zahlreichen Sparten wird ein breitgefächertes Angebot an Freizeitsport (keine Ballsportarten) für alle Altersklassen und Geschlechter angeboten.

### Puppenbühne
Die 1977 von Ina Schimmel gegründete Puppenbühne ist inzwischen im Odenwald relativ gut bekannt.

### Nostalgie-Museum
Das Nostalgie-Museum betrachtet alle Bereiche des häuslichen Lebens, beginnend von der Arbeit über Küche, Kleidung, die gute Stube bis hin zu Spielzeug und Kinderwagen.

### Mausohr-Bahnhof
Das ehemalige Bahnhofsgebäude von Mümling-Grumbach beherbergt seit Jahren eine Weibchenkolonie des Großen Mausohrs, einer gefährdeten Fledermausart.

### Die Eiche am Bahnhof

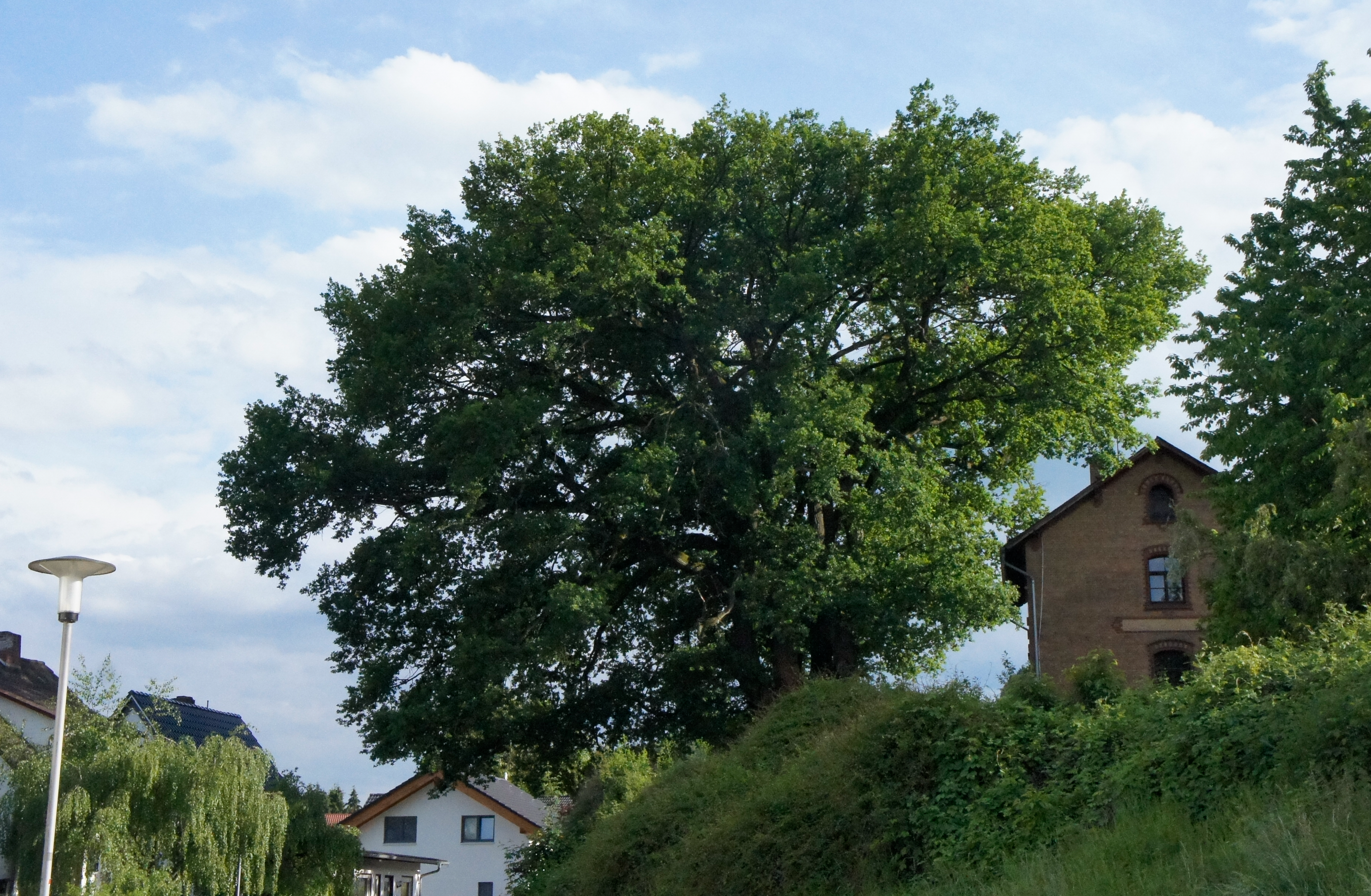
Die Eiche am Bahnhof in Mümling-Grumbach, ein Naturdenkmal.

Die Eiche am Bahnhof in Mümling-Grumbach ist als Naturdenkmal anerkannt (siehe Liste der Naturdenkmale in Höchst im Odenwald). Sie hat eine Höhe von 24 m und einen Stammumfang von 4,45 m.

## Verkehr
Mümling-Grumbach ist durch die Odenwaldbahn an Frankfurt, Darmstadt, Hanau sowie Erbach und Eberbach angeschlossen, auch wenn nicht mehr alle Züge an dem Grumbacher Bahnhof halten.

## Persönlichkeiten
Geboren in Mümling-Grumbach
- Erwin Trapp (1927–2015), Präsident des Landgerichts Wiesbaden und des Hessischen Staatsgerichtshofs